# Capromys gundlachianus
Espèce
Capromys gundlachianus est une espèce de Rongeurs. Ce hutia est endémique de Cuba, notamment de l'Archipel de Sabana.
Originairement considérée comme une sous-espèce de Capromys pilorides, l'espèce a été décrite pour la première fois en 1983 par le zoologiste cubain Luis S. Varona. Elle est dédiée à Johannes Christoph Gundlach, un zoologiste allemand. 